# Stylophorum
Genre
Classification phylogénétique
Stylophorum est un genre de plantes à fleurs de la famille des Papavéracées.
Selon Plants of the World Online, c'est un synonyme de Chelidonium.

## Liste d'espèces
Selon Tropicos (16 avril 2024) (Attention liste brute contenant possiblement des synonymes) :
- Stylophorum cambricum (L.) Spreng.
- Stylophorum diphyllum (Michx.) Nutt., 1818
- Stylophorum heterophyllum (Benth.) Steud.
- Stylophorum japonicum (Thunb.) Miq.
- Stylophorum lactucoides (Benth. & Hook. f.) Baill.
- Stylophorum lasiocarpum (Oliv.) Fedde, 1909
- Stylophorum nepalense (DC.) Spreng.
- Stylophorum ohiense Spreng.
- Stylophorum paniculatum (D. Don) G. Don
- Stylophorum simplicifolium (D. Don) Spreng.
- Stylophorum sutchuenense (Franch.) Fedde